# زبان ساموآیی
زبان ساموآیی زبانی است که در جزایر ساموآ -شامل ساموآی مستقل و ساموآی آمریکا- بدان سخن‌می‌رانند. این زبان در دو سرزمین یادشده و در کنار انگلیسی زبان رسمی می‌باشد. ساموآیی از خانوادهٔ زبان‌های پلی‌نزیایی است. 